# Melete lycimnia
Melete lycimnia is een vlindersoort uit de familie van de Pieridae (witjes), onderfamilie Pierinae.
Melete lycimnia werd in 1777 beschreven door Cramer.